# Santhara
Le Santhara — appelé aussi Sallekhana — est une pratique du jaïnisme qui consiste à mourir par suite du jeûne. Cette pratique est actuellement controversée en Inde car assimilée au suicide. Une pratique similaire existe dans l'hindouisme : le Prayopavesa (en).

## La pratique

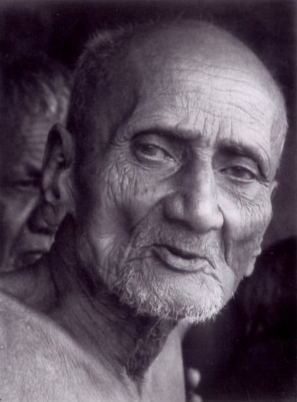
Acharya Shantisagar, mort le 18 septembre 1955 (à 83 ans), après avoir observé le vœu de sallekhana.

Le santhara s'adresse aux personnes en fin de vie ou aux personnes ayant atteint un très haut niveau de réalisation, un des derniers stades donnés par les gunasthanas. Cette mort par le jeûne est considérée comme un moyen d'obtenir une meilleure réincarnation car, selon la croyance des Jaïns, le jeûne détruit les passions liées au corps, notamment les fluctuations du mental par rapport à la nourriture. Le karma de fin de vie serait ainsi nettoyé, et la réincarnation ne pourrait être que meilleure. Le Santhara doit être exécuté en présence d'un Muni, un moine du jaïnisme, ou un précepteur.
En 2006, on relevait le chiffre annuel de quelque deux cent croyants qui choisiraient cette pratique pour quitter leur enveloppe charnelle en Inde.

### Conditions de mise en œuvre
Cette pratique doit répondre à des conditions claires: 1) la personne doit souffrir d'une maladie incurable ou qui va entraîner la perte d'un organe vitale; cet élément de même que la proximité de la mort doivent être attestés médicalement; 2) le jeûne n'est jamais un acte privé: il a lieu en public, sous la supervision des maîtres du moine, et avec la présence d'au moins cinq personnes; 3) le vœu de jeûne est prononcé pour une durée de vingt-quatre heures et doit donc être renouvelé quotidiennement, ce qui laisse à la personne le choix de reprendre des aliments au cas où elle changerait d'avis.

## Controverse
La Haute Cour de justice de l'État du Rajasthan (Rajasthan High Court) avait tenté, à plusieurs reprises, et sans succès, d'interdire cette pratique religieuse, plus particulièrement en 2015, l'assimilant alors à une forme de suicide (car le suicide était interdit en Inde jusqu'à ce que le Parlement indien le décriminalise en avril 2017 en passant le Mental Healthcare Act).